# Biegi narciarskie na Mistrzostwach Świata w Narciarstwie Klasycznym 2003 – sztafeta kobiet
Sztafeta kobiet na 4x5 km – jedna z konkurencji rozgrywanych w ramach biegów narciarskich na Mistrzostwach Świata w Narciarstwie Klasycznym 2003; zawody odbyły się 24 lutego 2003 roku. Tytułu sprzed dwóch lat nie obroniła reprezentacja Rosji (Natalja Korostielowa, Olga Zawjałowa, Jelena Buruchina oraz Nina Gawriluk), która tym razem zdobyła brązowy medal. Nowymi mistrzyniami świata zostały Niemki w składzie: Manuela Henkel, Viola Bauer, Claudia Künzel i Evi Sachenbacher, a drugie miejsce zajęły Norweżki: Anita Moen, Marit Bjørgen, Hilde Gjermundshaug Pedersen i Vibeke Skofterud.

## Rezultaty
| Miejsce | Numer | Państwo    | Zawodniczki                                                              | Czas                                    | Strata    |
| ------- | ----- | ---------- | ------------------------------------------------------------------------ | --------------------------------------- | --------- |
| 01 !    | 1     | Niemcy     | Manuela Henkel Viola Bauer Claudia Künzel Evi Sachenbacher               | 50:54,7 13:07,4 12:13,8 12:26,1         | –         |
| 02 !    | 2     | Norwegia   | Anita Moen Marit Bjørgen Hilde Gjermundshaug Pedersen Vibeke Skofterud   | 51:26,3 13:07,0 12:47,8 12:46,7 12:44,8 | +31,6     |
| 03 !    | 11    | Rosja      | Natalja Korostielowa Olga Zawjałowa Jelena Buruchina Nina Gawriluk       | 52:06,3 13:42,3 13:33,4 12:17,4 12:33,2 | +1:11,6   |
| 4       | 9     | Kazachstan | Jelena Kołomina Jelena Antonowa Oksana Jacka Swietłana Małachowa         | 52:13,0 13:14,1 13:42,5 12:34,8 12:41,6 | +1:18,3   |
| 5       | 5     | Białoruś   | Jelena Kaługina Wiera Ziatikowa Natalja Ziatikowa Swietłana Nagiejkina   | 52:25,4 13:41,7 13:48,8 12:42,5 12:12,4 | +1:30,7   |
| 6       | 10    | Szwecja    | Elin Ek Lina Andersson Jenny Olsson Anna Dahlberg                        | 52:25,9 13:07,6 13:13,5 12:45,5 13:19,3 | +1:31,2   |
| 7       | 6     | Włochy     | Cristina Paluselli Marianna Longa Antonella Confortola Arianna Follis    | 52:34,9 13:52,1 13:39,8 12:41,5 12:21,5 | +1:40,2   |
| 8       | 4     | Czechy     | Helena Erbenová Kamila Rajdlová Ivana Janečková Petra Markelová          | 52:57,2 13:09,6 13:28,1 13:08,6 13:10,9 | +2:02,5   |
| 9       | 12    | Francja    | Aurélie Storti Élodie Bourgeois-Pin Annick Vaxelaire-Pierrel Émilie Vina | 53:06,0 13:14,6 13:52,3 12:39,0 13:20,1 | +2:11,3   |
| 10      | 3     | Szwajcaria | Andrea Huber Seraina Mischol Laurence Rochat Natascia Leonardi Cortesi   | 53:31,1 13:51,1 13:47,6 12:54,4 12:58,0 | +2:36,4   |
| 11      | 8     | Japonia    | Masako Ishida Nobuko Fukuda Sumiko Yokoyama Yuka Koshida                 | 54:12,1 13:47,4 13:29,8 13:03,0 13:51,9 | +3:17,4   |
| –       | 7     | Finlandia  | Riikka Sirviö Virpi Kuitunen Kaisa Varis Pirjo Manninen                  | DSQ 0                                   | +9:59,9 ! |